# 松冈美保
松冈美保（日语：／ Matsuoka Miho，1953年7月11日—），日本女子篮球运动员。她曾随日本国家队参加了1976年夏季奥林匹克运动会女子篮球比赛，最终队伍获得第五名。